# Sven-Erik Brodd

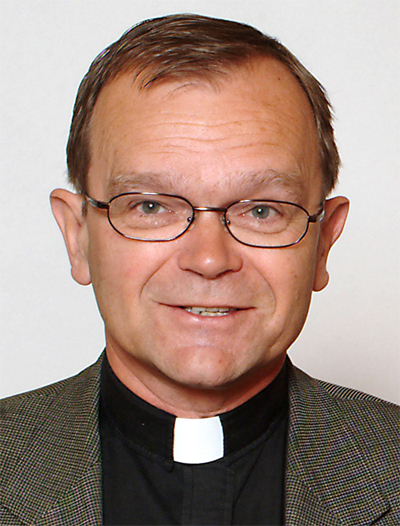
Sven-Erik Brodd, 2004.

Sven-Erik Brodd, född den 30 januari 1949 i Oskarshamns församling, är en svensk professor emeritus i kyrkovetenskap vid Uppsala universitet.
Brodd, som är uppvuxen i Vimmerby, tog studentexamen 1968 i Hultsfred och inskrevs vid Uppsala universitet samma år. Där avlade han teologie kandidatexamen 1973 och disputerade i praktisk teologi 1982. Därefter var han forskare vid Humanistisk-samhällsvetenskapliga forskningsrådet 1982–1985, samt erhöll docentkompetens 1983. Brodd var sedan chef för Svenska kyrkans internationella forskningsavdelning (KISA) 1986–1990, och sedan forskare vid Svenska kyrkans forskningsavdelning samt rådgivare till svenska kyrkans centralstyrelse 1991–1993.
År 1993 utsågs Brodd till professor i kyrkovetenskap vid Uppsala universitet och har sedan dess, bland annat, varit gästprofessor vid General Theological Seminary, New York, 1998. Han var professor vid University College Chichester, England, 1998–2003, dekanus för teologiska fakulteten i Uppsala 2000–2008 och blev tillförordnad professor i missionsvetenskap 2003.
Brodd har även varit föreläsare vid en mängd internationella konferenser och vid ett flertal teologiska fakulteter, till exempel Bratislava, Åbo, Helsingfors, Oslo, Warszawa, Jerusalem, Chicago, Columbus och New York, Rom och Riga. Han sitter även med i ett flertal styrelser, bland annat som ordförande för Stiftelsen Sverige och Kristen Tro (SSKT) och rådgivare åt Förbundet för Kristen Enhet (FKE).
Brodd är medlem av redaktionsråden för Kirchliche Zeitgeschichte (Göttingen), Svensk Missionstidskrift/Swedish Missiological Themes (Uppsala) och The International Journal for the Study of the Christian Church (Edinburgh).
Sven-Erik Brodd är gift med teologie doktor Birgitta Brodd.